# Ellen van Dijk
Eleonora Maria „Ellen“ van Dijk (* 11. Februar 1987 in Harmelen) ist eine niederländische Radsportlerin, die Rennen auf der Straße und der Bahn bestreitet. Bis einschließlich 2021 wurde sie achtmal Weltmeisterin und vier Mal Europameisterin. Am 23. Mai 2022 verbesserte sie den Stundenweltrekord auf 49,254 km.

## Persönliches
Ellen van Dijk wuchs in Harmelen auf und hat zwei Brüder. Sie lebte eine Zeitlang in Amsterdam. Sie absolvierte 2005 das Minkema College (Woerden) und erwarb 2011 den Bachelor in Human Movement Sciences auf der Freien Universität Amsterdam. Nach den Olympischen Sommerspielen 2012 beabsichtigte sie, den Master in Human Movement Sciences abzuschließen. Sie lebt mit Benjamin de Bruijn zusammen, mit dem sie einen Sohn hat, der Anfang Oktober 2023 zur Welt kam. De Bruijn ist ebenfalls Radsportler und fand Aufnahme in das Guinness Buch der Rekorde, nachdem er in 24 Stunden acht Länder mit dem Fahrrad besucht hatte.

## Sportliche Karriere

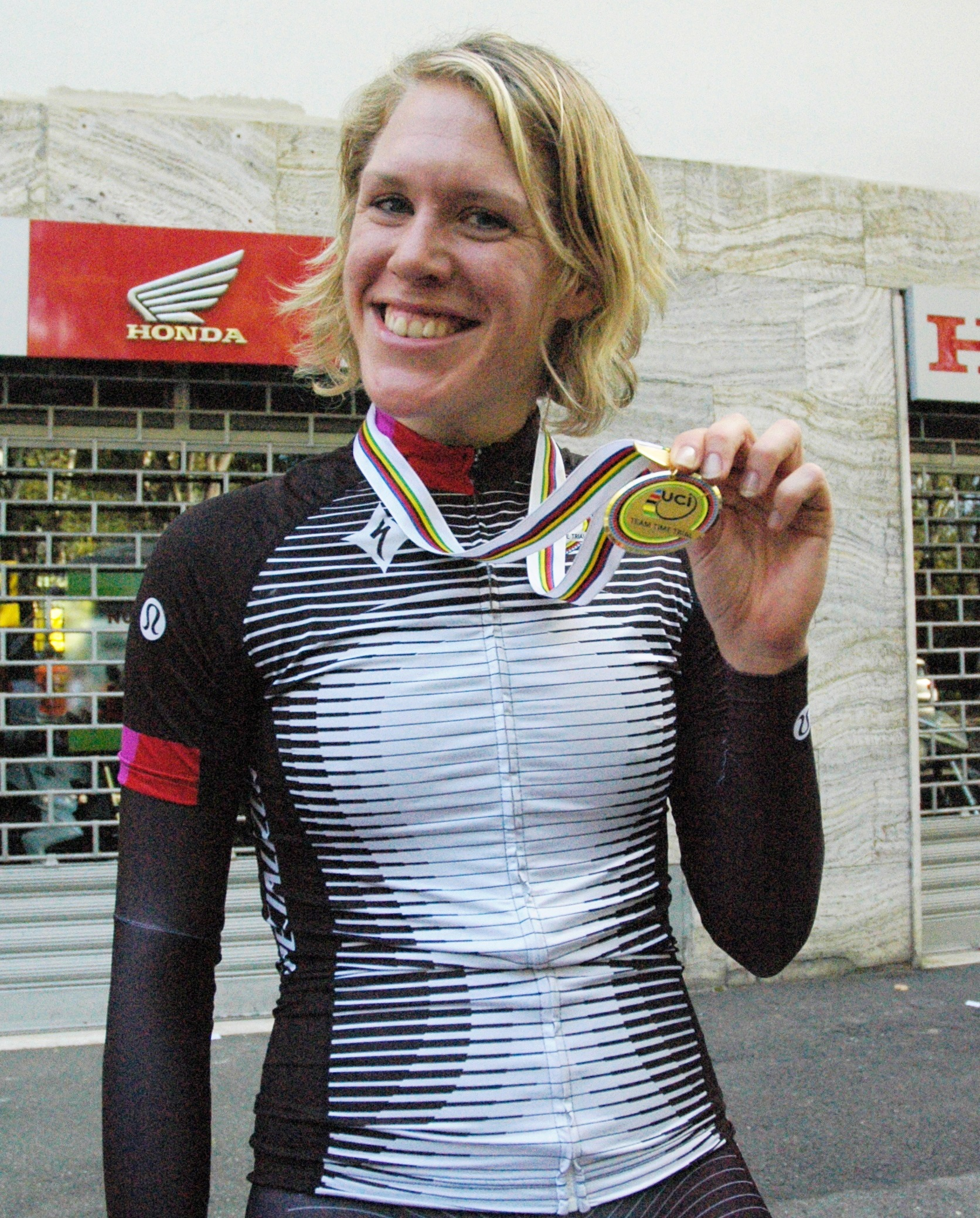
Van Dijk mit ihrer Weltmeistermedaille im Einzelzeitfahren (2013)

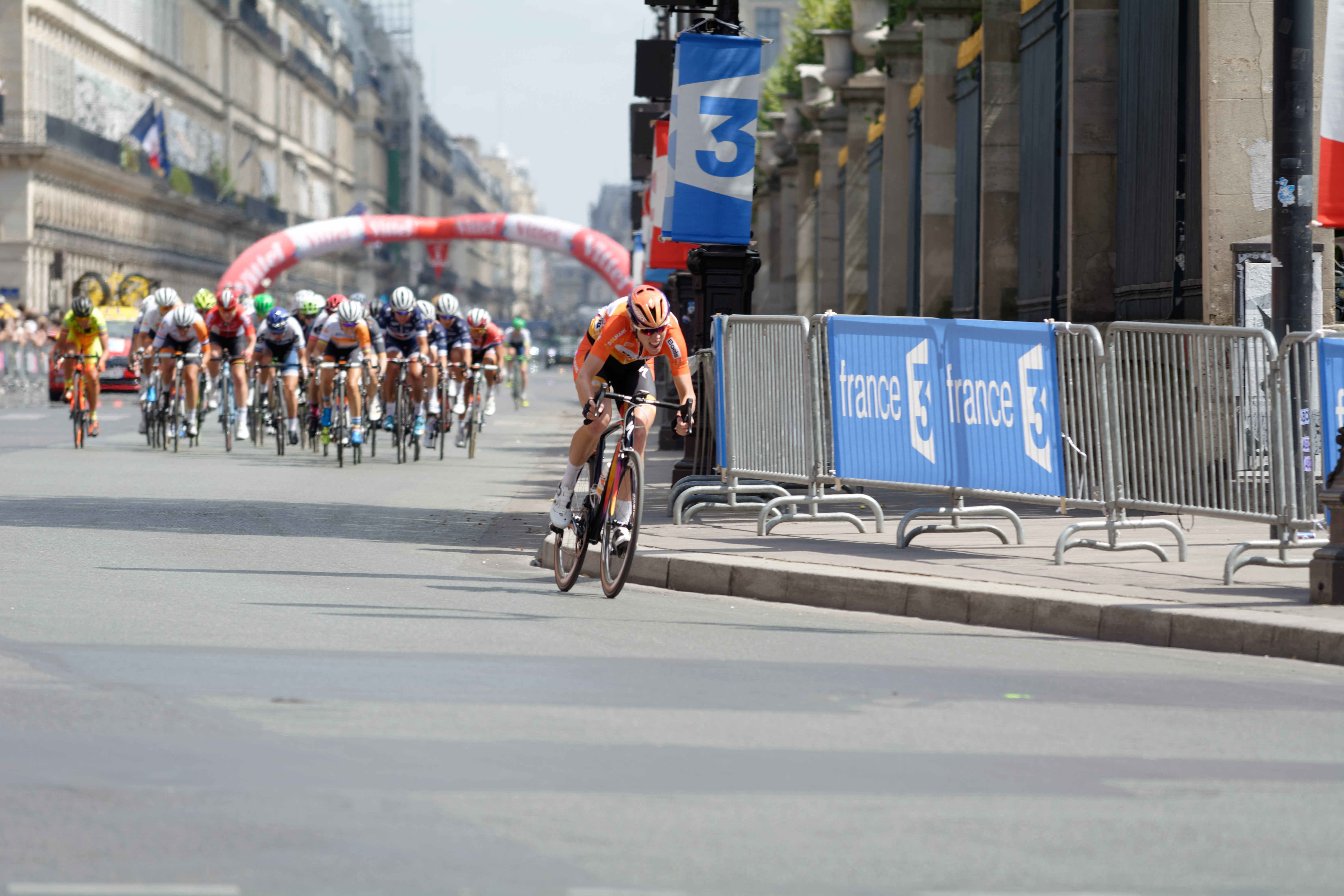
Van Dijk bei La Course by Le Tour de France 2016

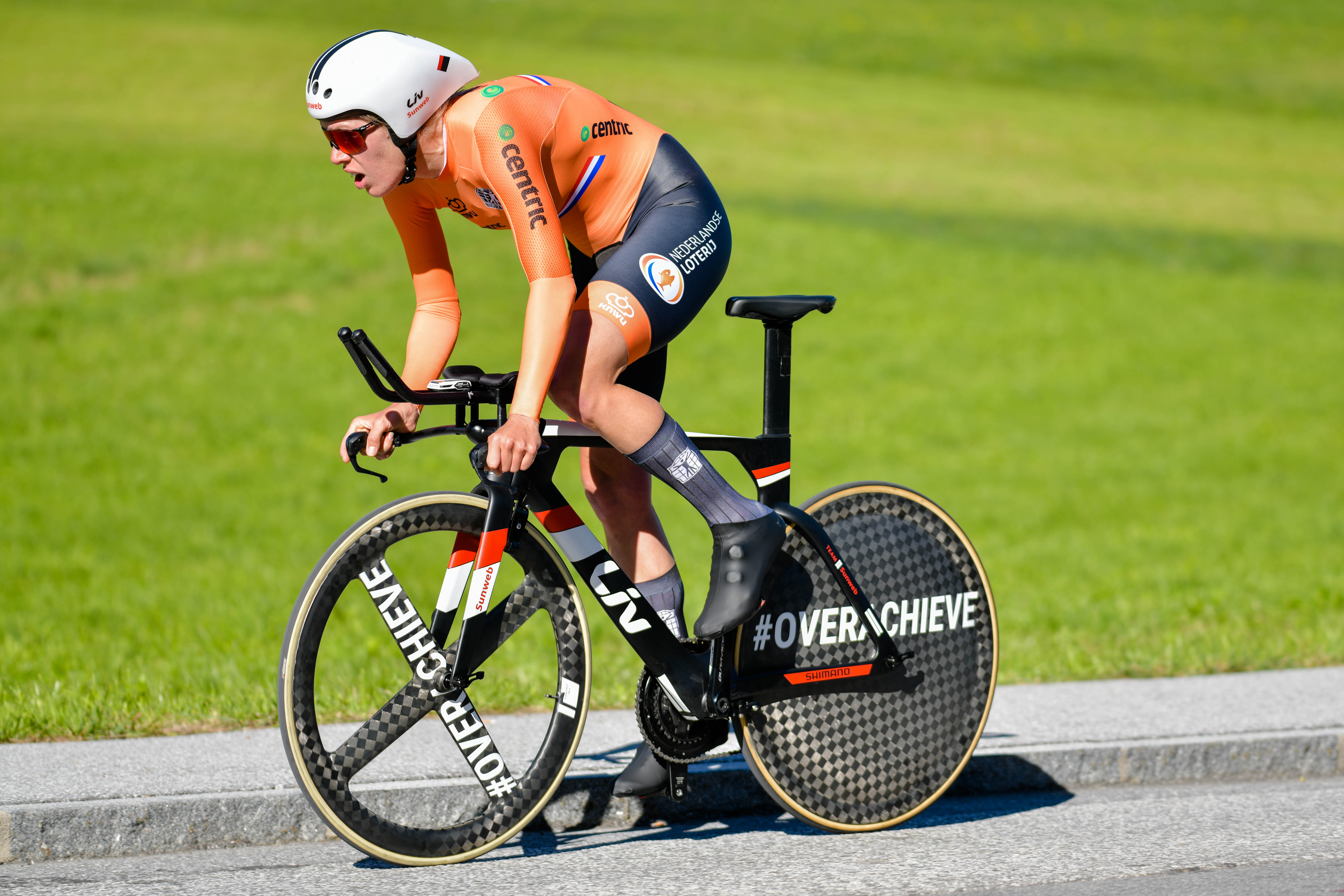
Van Dijk im Zeitfahren bei den Straßenradsport-Weltmeisterschaften 2018 in Innsbruck

Von Kind an war Ellen van Dijk sehr sportlich; sie übte Turnen, Volleyball und Eisschnelllaufen aus. Durch ihren Bruder kam sie schließlich zum Radsport.
2003 wurde Eleonora van Dijk erstmals Niederländische Straßen-Meisterin der Jugend. Mehrfach konnte sie in den folgenden Jahren diesen Erfolg in verschiedenen Altersklassen sowie verschiedenen Disziplinen auf Bahn und Straße wiederholen. 2008 wurde sie in Stresa Europameisterin auf der Straße; bei den Bahn-Europameisterschaften (Nachwuchs) im selben Jahr konnte sie zwei Titel (Scratch, Punktefahren) erringen. Zudem konnte sie zahlreiche Etappenerfolge bei Straßenrennen für sich verbuchen. 2009 wurde sie erneut Europameisterin im Einzelzeitfahren. Bei den Bahnradsport-Weltmeisterschaften 2008 in Manchester wurde Ellen van Dijk Weltmeisterin im Scratch.
Bei den Olympischen Spielen 2012 in London startete Ellen van Dijk im Straßenrennen (nicht platziert), im Einzelzeitfahren (8.) sowie in der Mannschaftsverfolgung auf der Bahn, wo die niederländische Mannschaft (Vera Koedooder, Amy Pieters, Kirsten Wild) Rang sechs belegte. Zum Ende der Saison wurde van Dijk gemeinsam mit ihrer Mannschaft von HTC Highroad Women (Charlotte Becker, Amber Neben, Evelyn Stevens, Ina-Yoko Teutenberg und Trixi Worrack) Weltmeisterin im Mannschaftszeitfahren.
2013 wurde sie bei der Flandern-Rundfahrt Zweite, gewann im April die Etappenrennen Gracia Orlová und die Energiewacht Tour, wurde zum dritten Mal niederländische Meisterin im Einzelzeitfahren und gewann auf der 8. Etappe des Giro d’Italia Femminile das Einzelzeitfahren. Im weiteren Verlauf der Saison gewann sie zudem die Gesamtwertung der Boels Ladies Tour und wenige Tage später wie im Jahr zuvor die Lotto Belgium Tour. Zum Ende der Saison triumphierte sie dann bei den Weltmeisterschaften mit ihrem Team (Lisa Brennauer, Katie Colclough, Carmen Small, Evelyn Stevens und Trixi Worrack) wie 2012 im Mannschaftszeitfahren und wurde dann auch noch Weltmeisterin im Einzelzeitfahren.
2014 gewann durch eine 25 Kilometer lange Soloattacke die Flandern-Rundfahrt. Außerdem wurde sie bei den nationalen Meisterschaften mit weniger als einer Sekunde Rückstand auf Annemiek van Vleuten Zweite im Zeitfahren, zudem gewann sie das Auftaktzeitfahren der Boels Ladies Tour.
2015 wurde sie bei den Weltmeisterschaften Siebte im Einzelzeitfahren, nachdem sie mechanische Probleme und sieben Wochen zuvor einen Schlüsselbeinbruch erlitten hatte. Außerdem errang sie bei den Europaspielen 2015 die Goldmedaille im Einzelzeitfahren und wurde Vierte im Straßenrennen, bei den niederländischen Meisterschaften wurde sie wieder Zweite im Zeitfahren.
Ein Jahr später gelang ihr bei der Energiewacht Tour 2016 der Sieg des Mannschafts- und Einzelzeitfahrens sowie des Gesamtklassements. Bei den Spielen in Rio de Janeiro verpasste sie aufgrund eines Fahrfehlers im Zeitfahren um elf Sekunden die Medaillenränge und wurde Vierte, im Straßenrennen belegte sie Platz 21. Wenige Wochen später wurde sie in der Bretagne erste Europameisterin im Einzelzeitfahren. Des Weiteren errang sie bei den Weltmeisterschaften in Doha mit sechs Sekunden Rückstand auf die Siegerin Silber.
Zur Saison 2017 wechselte sie zur niederländischen Mannschaft Sunweb. Bei der Healthy Ageing Tour gewann sie das Auftakzeitfahren und konnte wie 2013 und 2016 die Gesamtwertung für sich entscheiden, zudem wurde sie zum wiederholten Male Europameisterin im Einzelzeitfahren, mit fast einer Minute Vorsprung auf die Belgierin Ann-Sophie Duyck. Im September des Jahres gewann sie mit ihrer Mannschaft bei den Weltmeisterschaften im norwegischen Bergen das Mannschaftszeitfahren und wurde somit bereits zum vierten Mal Weltmeisterin in diesem Wettbewerb.
2018 gewann sie nach einer Attacke sechs Kilometer vor dem Ziel aus einer 7-köpfigen Fluchtgruppe heraus Dwars door Vlaanderen. Außerdem wurde sie mit sechs Sekunden Vorsprung auf Anna van der Breggen zum vierten Mal niederländische Meisterin im Einzelzeitfahren. Im selben Jahr errang sie in Glasgow zwei Sekunden vor van der Breggen zum dritten Mal in Folge den Titel der Europameisterin im Einzelzeitfahren, gewann die Gesamtwertung der La Madrid Challenge by La Vuelta und errang bei den Weltmeisterschaften im Mannschafts- und Einzelzeitfahren jeweils Bronze.
Im August 2019 wurde Ellen van Dijk zum vierten Mal in Folge Europameisterin im Einzelzeitfahren. Im September stürzte sie auf der vierten Etappe der Boels Ladies Tour, brach sich das Becken sowie einen Oberarm und fiel damit für den Rest der Saison aus. 2020 errang sie im Einzelzeitfahren bei den Straßen-Europameisterschaften Silber sowie Bronze bei den Straßen-Weltmeisterschaften. Im Frühjahr 2021 gewann sie die Healthy Ageing Tour. Im Herbst des Jahres wurde sie im italienischen Trient Europameisterin im Straßenrennen, nachdem sie schon von 2016 bis 2019 den Titel als Europameisterin im Einzelzeitfahren gewonnen hatte. Bei den Straßenweltmeisterschaften 2021 gewann sie zum zweiten Mal nach 2013 den Titel im Einzelzeitfahren.
Am 23. Mai 2022 verbesserte Ellen van Dijk den Stundenweltrekord auf dem Tissot Velodrome im schweizerischen Grenchen auf 49,254 Kilometer. Dieser Rekord hatte rund anderthalb Jahre Bestand, bevor er durch Vittoria Bussi verbessert wurde.
Aufgrund einer Schwangerschaft bestritt Ellen van Dijk 2023 keine Rennen, äußerte aber die Absicht, 2024 zurückzukehren. Ihr Comeback gab sie im März 2024 bei der Vuelta Extremadura Féminas, wo sie prompt das Einzelzeitfahren gewann, ebenso wie eine Woche später bei der Tour de Normandie Féminin. Wenige Wochen vor den Olympischen Spielen 2024 brach sie sich bei einem Trainingsunfall den rechten Knöchel, sah sich aber rechtzeitig zu den Spielen wieder in Form. Im olympischen Einzelzeitfahren kam sie bei regennasser Strecke auf den elften Rang.

## Erfolge

### Straße
2006
- eine Etappe Tour Féminin en Limousin
- eine Etappe Giro della Toscana Femminile

2007
- eine Etappe Tour of Chongming Island
- Niederländische Meisterin – Einzelzeitfahren

2008
- eine Etappe Tour de l’Aude Cycliste Féminin
- U23-Europameisterin – Einzelzeitfahren
- Prolog Tour Féminin en Limousin

2009
- eine Etappe Giro della Toscana Femminile – Memorial Michela Fanini
- U23-Europameisterin – Einzelzeitfahren
- eine Etappe Holland Ladies Tour

2010
- eine Etappe Holland Ladies Tour
- Sparkassen Giro Bochum

2011
- eine Etappe Tour of Qatar
- Open de Suède Vårgårda – Mannschaftszeitfahren
- eine Etappe Holland Ladies Tour

2012
- eine Etappe Energiewacht Tour
- EPZ Omloop van Borsele Einzelzeitfahren und Straßenrennen
- Prolog und eine Etappe Gracia Orlová
- Niederländische Meisterin – Einzelzeitfahren
- Open de Suède Vårgårda, Mannschaftszeitfahren
- Weltmeisterin – Mannschaftszeitfahren

2013
- Weltmeisterin – Mannschaftszeitfahren
- Weltmeisterin – Einzelzeitfahren
- Niederländische Meisterin – Einzelzeitfahren

2014
- Flandern-Rundfahrt

2015
- Europaspiele – Einzelzeitfahren
- eine Etappe Ladies Tour of Qatar

2016
- Weltmeisterin – Mannschaftszeitfahren
- Weltmeisterschaft – Einzelzeitfahren
- Europameisterin – Einzelzeitfahren
- eine Etappe Internationale Thüringen-Rundfahrt der Frauen
- Gesamtwertung, eine Etappe und Mannschaftszeitfahren Energiewacht Tour
- Mannschaftszeitfahren Open de Suède Vårgårda
- Mannschaftszeitfahren Holland Ladies Tour

2017
- Gesamtwertung und eine Halbetappe Healthy Ageing Tour
- Europameisterin – Einzelzeitfahren
- Prolog Ladies Tour of Norway
- Weltmeisterin – Mannschaftszeitfahren

2018
- Omloop van het Hageland
- Dwars door Vlaanderen
- eine Etappe Internationale Thüringen-Rundfahrt der Frauen
- Niederländische Meisterin – Einzelzeitfahren
- Mannschaftszeitfahren Giro d’Italia Femminile
- Europameisterin – Einzelzeitfahren
- Gesamtwertung und Mannschaftszeitfahren La Madrid Challenge by La Vuelta
- Weltmeisterschaft – Mannschaftszeitfahren
- Weltmeisterschaft – Einzelzeitfahren

2019
- Dwars door Vlaanderen
- eine Halbetappe Healthy Ageing Tour
- eine Etappe Internationale Thüringen-Rundfahrt der Frauen
- Europameisterin – Einzelzeitfahren
- Open de Suède Vårgårda – Mannschaftszeitfahren

2020
- Europameisterschaft – Einzelzeitfahren
- Mannschaftszeitfahren Giro d’Italia Femminile
- Weltmeisterschaft – Einzelzeitfahren

2021
- Gesamtwertung und eine Etappe Healthy Ageing Tour
- Prolog und Bergwertung Lotto Belgium Tour
- Mannschaftszeitfahren Giro d’Italia Femminile
- Europameisterin – Straßenrennen
- Weltmeisterin – Einzelzeitfahren

2022
- eine Etappe Setmana Ciclista Valenciana
- Gesamtwertung und eine Etappe EasyToys Bloeizone Fryslân Tour
- Niederländische Meisterin – Einzelzeitfahren
- Gesamtwertung und eine Etappe Baloise Ladies Tour
- Mannschaftszeitfahren Vårgårda WestSweden TTT
- Europameisterschaften – Einzelzeitfahren
- Weltmeisterin – Einzelzeitfahren
- Chrono des Nations

2024
- eine Etappe Vuelta Extremadura Féminas
- eine Etappe Tour de Normandie Féminin
- Europameisterschaften – Einzelzeitfahren
- Gesamtwertung und eine Etappe Vuelta Extremadura

### Bahn
2007
- Niederländische Meisterin – Einerverfolgung

2008
- Weltmeisterin – Scratch
- U23-Europameisterin – Scratch, Punktefahren
- Niederländische Meisterin – Einerverfolgung

2009
- Weltcup: Copenhagen – Einerverfolgung und Punktefahren

2011
- Weltcup: Astana, Mannschaftsverfolgung
- Niederländische Meisterin – Einerverfolgung und Madison (mit Kirsten Wild)

2022
- Stundenweltrekord auf 49,254 Kilometer verbessert[15]

## Straßenweltmeisterschafts-Platzierungen
| Weltmeisterschaft        | 2007 | 2008 | 2009 | 2010 | 2011 | 2012 | 2013 | 2014 | 2015 | 2016 | 2017 | 2018 | 2019 | 2020 | 2021 | 2022 |
| ------------------------ | ---- | ---- | ---- | ---- | ---- | ---- | ---- | ---- | ---- | ---- | ---- | ---- | ---- | ---- | ---- | ---- |
| StraßenrennenStraße      | –    | –    | –    | –    | –    | DNF  | 16   | 29   | 10   | 85   | 15   | 60   | –    | 19   | 18   | 24   |
| EinzelzeitfahrenEZF      | 17   | 20   | 20   | –    | 6    | 5    | 1    | 7    | 7    | 2    | 5    | 3    | –    | 3    | 1    | 1    |
| MannschaftszeitfahrenMZF | –    | –    | –    | –    | –    | 1    | 1    | 5    | 1    | 1    | 1    | 3    | –    | –    | 2    | 5    |